# París-Roubaix 1920
La 21.ª París-Roubaix tuvo lugar el 4 de abril de 1920 y fue ganada por el belga Paul Deman.

## Clasificación final
| Posición | Ciclista          | Equipo          | Tiempo              |
| -------- | ----------------- | --------------- | ------------------- |
| 1        | Paul Deman        | La Sportive     | en 10 h 47 min 20 s |
| 2        | Eugène Christophe | La Sportive     | + 43 s              |
| 3        | Lucien Buysse     | Bianchi-Pirelli | + 43 s              |
| 4        | Honoré Barthélémy | La Sportive     | + 1 min 00 s        |
| 5        | Jules Van Hevel   | Bianchi-Pirelli | + 6 min 23 s        |
| 6        | Henri Pélissier   | La Sportive     | + 7 min 26 s        |
| 7        | Robert Gerbaud    | La Sportive     | + 7 min 26 s        |
| 8        | Giuseppe Azzini   | Bianchi-Pirelli | + 15 min 40 s       |
| 9        | Félix Goethals    | La Sportive     | + 16 min 40 s       |
| 10       | Marcel Buysse     | -               | + 27 min 42 s       |